# F9C戰鬥機

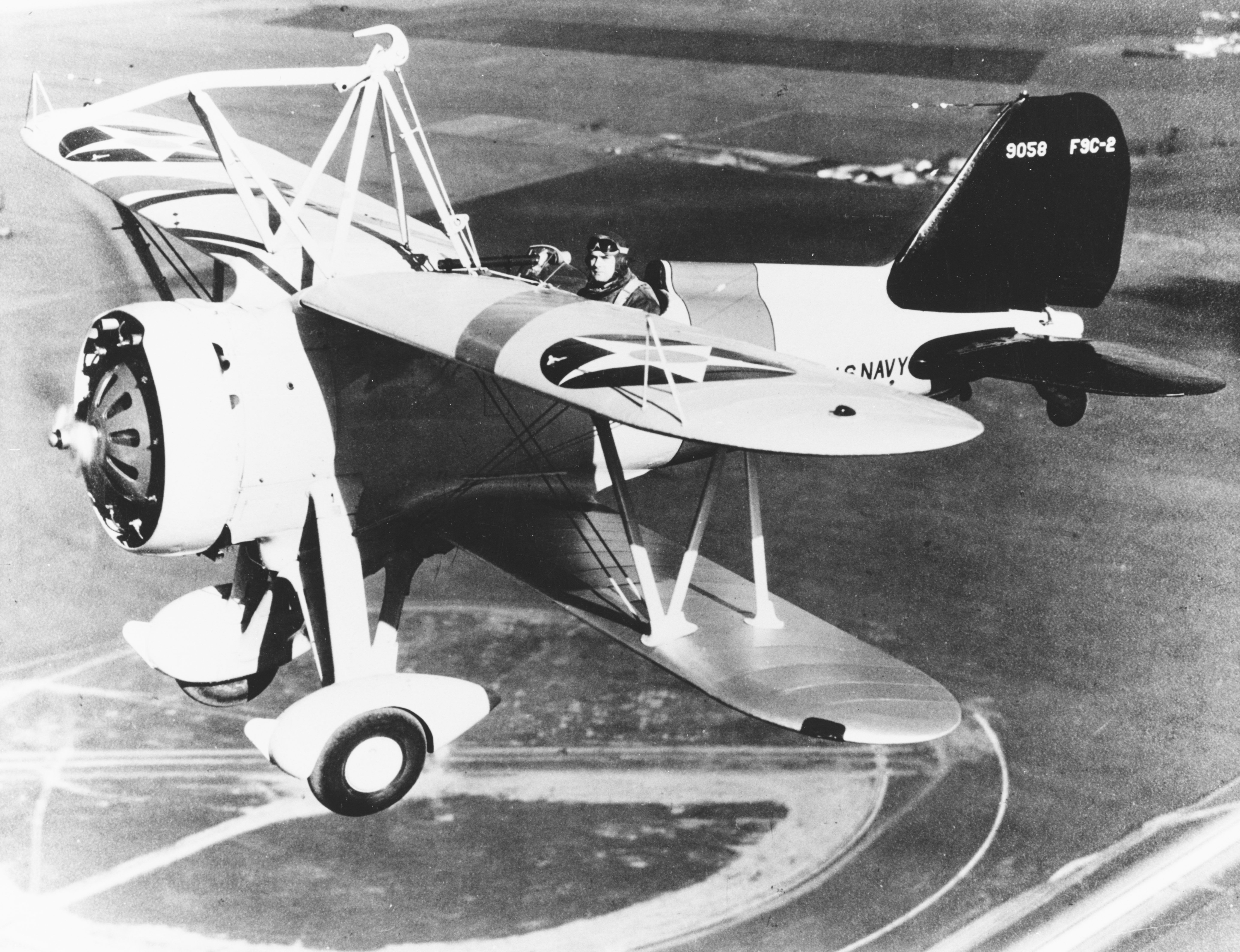
F9C，1934年，美國加州

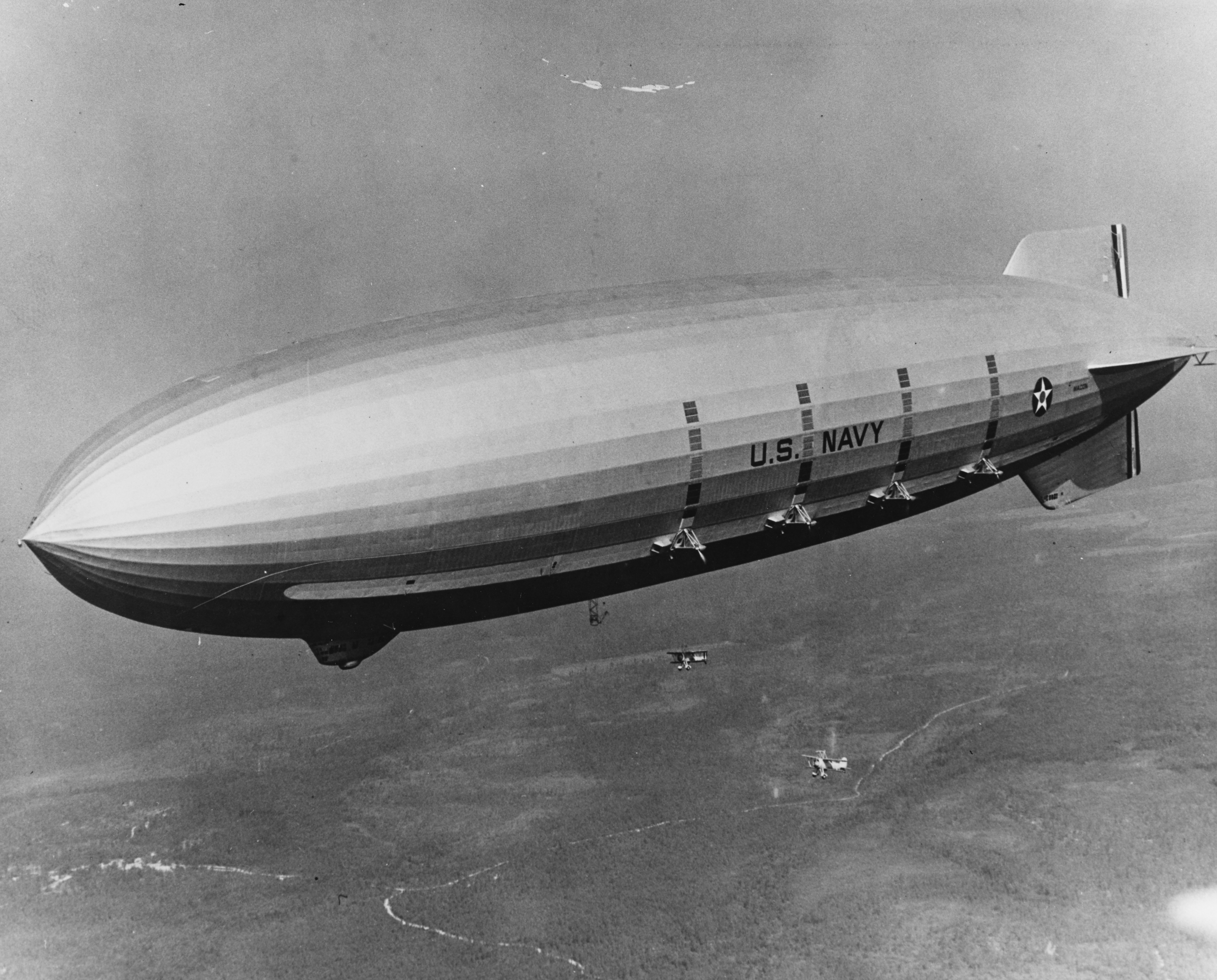
麥康飛船（USS Macon）

F9C雀鷹戰鬥機是世界上唯一專司飛船安全的寄生式双翼戰鬥機，該機當時任務是保護隸屬美國海軍的兩艘飛船艾克隆（USS Akron）及麥康（USS Macon）。

## 歷史
F9C雀鷹戰鬥機在1931年2月首次試飛。上翼面中央有一掛鉤，可將機體懸吊於飛船掛架上，事後並可在空中進行回收。本機的測試結果非常成功。麥康於1935年墜毀時，損失了4架，而兩條飛船相繼發生事故後，此一計畫也無疾而終。
附帶一提的是一艘飛船一次可攜帶5架F9C，因此F9C-2含原型機在內，也只製造了10架，以應計劃需求。

## 性能[1][2]
主要特征
- 船员：1人
- 长度：20英尺2.0英寸（6.147米）
- 翼展：25英尺6.0英寸（7.772米）
- 高度：10 英尺 6 英寸（3.2 米）
- 机翼面积：172.79平方英尺（16.053米2)
- 翼型：克拉克Y翼
- 空重：2,089 磅（948 千克）
- 毛重：2,776磅（1,259千克）
- 动力装置：1 × 莱特R-975-22星型引擎，438 hp （327 kW）
- 飞行速度：亚音速

性能
- 最高速度：176.5英里/小时（284.0公里/小时，153.4节）
- 航程：297英里（478公里，258海里）
- 实用升限：19,200英尺（5,900米）
- 爬升率：1,700英尺/分钟（8.6米/秒）
- 机翼载荷：16 磅/平方英尺（78 kg/m2)
- 功率/质量：0.086 hp/lb （0,259 kW/kg）

装备
- 武器：2 × .30 英寸（7.62 mm）勃朗宁机枪

## 型號
- XF9C-1

第一架原型机，单座
- XF9C-2

第二架原型機。单座
- F9C-3

單座戰鬥機。
1. ↑  . airandspace.si.edu.   [2024-06-06]. （原始内容存档于2019-12-25） （英语）.
2. ↑  . www.xilu.com.   [2024-06-06]. （原始内容存档于2025-01-21）.